# İdil Biret
İdil Biret (Ankara, 21 de novembre de 1941) és una pianista turca, reconeguda per les seves interpretacions de peces del repertori romàntic.
Va començar a tocar el piano a quatre anys. Va ser enviada a París, junt amb la seva família, per l'Estat turc, dins de l'àmbit de la Llei dels Nens Prodigi, per a estudiar al Conservatoire de Paris. Des de 1971 és Artista de l'Estat (turc: Devlet Sanatçısı) la distinció màxima de Turquia pels artistes.